# Soviet Suprem (Kazakhstan)

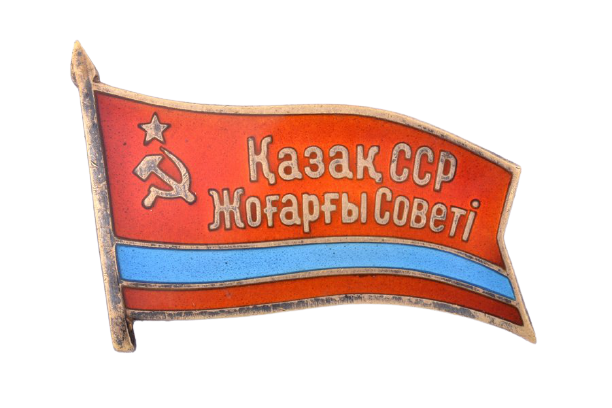
Bandera del Soviet Suprem.

El Soviet Suprem de l'RSS de Kazakh (rus: Верховный Совет Казахской ССР), també conegut com a Consell Suprem era l'única branca legislativa de la SSR kazakh, una de les repúbliques que integrava la Unió Soviètica. El soviètic tenia molt poc poder i va dur a terme ordres donades pel Partit Comunista del Kazakhstan (CPK).

## President

### Presidents del Presidium del Soviet Suprem del Kazakh SSR
Els Presidents d'oficina del Presidium del Suprem soviètic és el cap d'estat de facto del Kazakh SSR.
- Abdisamet Kazakpaev (17 de juliol de 1938 - gener de 1947)
- Ivan Lukyanets (gener de 1947 - 20 de març de 1947)
- Daniyal Kerimbaev (20 de març de 1947 - 23 de gener de 1954)
- Nurtas Undasynov (23 de gener de 1954 - 19 d'abril de 1955)
- Zhumabek Tashenev (19 d'abril de 1955 - 20 de gener de 1960)
- Fazyl Karibzhanov (20 de gener de 1960 - 25 d'agost de 1960)
- Kapitolina Kryukova (25 d'agost de 1960 - 3 de gener de 1961)
- Isagali Sharipov (3 de gener de 1961 - 5 d'abril de 1965)[2]
- Sabir Niyazbekov (5 d'abril de 1965 - 20 de desembre de 1978)
- Isatai Abdukarimov (20 de desembre de 1978 - 14 de desembre de 1979)
- Sattar Imashev (14 de desembre de 1979 - 22 de febrer de 1984)
- Andrei Plotnikov (22 de febrer de 1984 - 22 de març de 1984)
- Baiken Ashimov (22 de març de 1984 - 27 de setembre de 1985)
- Salamat Mukashev (27 de setembre de 1985 - 9 de febrer de 1988)
- Zakash Kamalidenov (9 de febrer de 1988 - desembre de 1988)
- Vera Sidorova (desembre de 1988 - 10 de març de 1989)
- Mahtay Sagdiev (10 de març de 1989 - 22 de febrer de 1990)

### Presidents del Soviet Suprem de l'RSS de Kazakh
- Kiylybay Medeubekov (13 de desembre de 1979 - 22 de febrer de 1990)
- Nursultan Nazarbayev (22 de febrer - 24 d'abril de 1990)
- Erik Asanbayev (24 d'abril de 1990 - 16 d'octubre de 1991)
- Serikbolsyn Abdildin (16 d'octubre de 1991 - 28 de gener de 1993)

## Convocacions
- 1a convocatòria (1938–1946)
- 2a convocatòria (1947–1950)
- 3a convocatòria (1951–1954)
- 4a convocatòria (1955–1959)
- 5a convocatòria (1959–1962)
- 6a convocatòria (1963–1966)
- 7a convocatòria (1967–1970)
- 8a convocatòria (1971-1974)
- 9a convocatòria (1975–1979)
- 10a convocatòria (1980–1984)
- 11a convocatòria (1985–1989)
- 12a convocatòria (1990–1993)[3]
- 13a convocatòria (1994–1995)